# Boss (gry komputerowe)

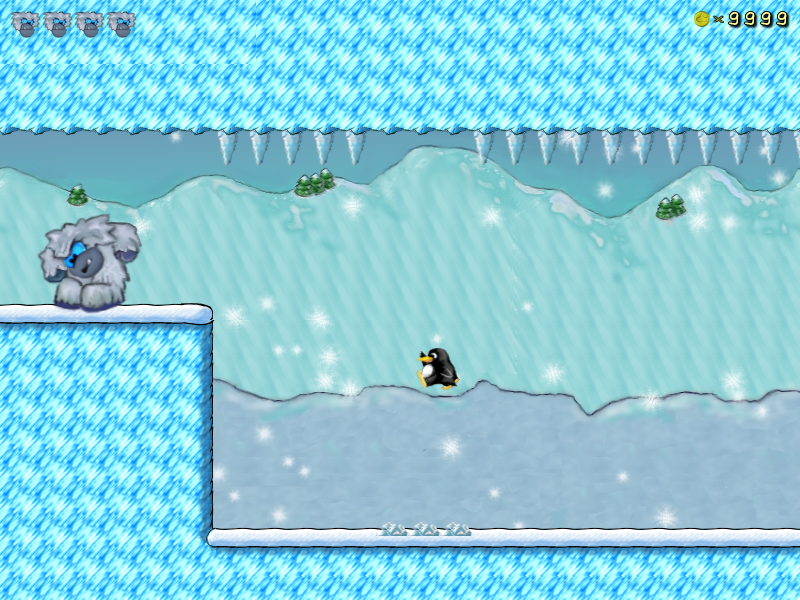
Walka z bossem w grze SuperTux

Boss – unikatowy i szczególnie wymagający przeciwnik w grach komputerowych, którego pokonanie zazwyczaj oznacza zwieńczenie pewnego etapu gry. Ten rodzaj komputerowych oponentów można spotkać najczęściej w grach akcji, zręcznościowych, platformowych, strzelaninach, a także fabularnych.
Od zwykłych przeciwników bossowie różnią się unikatowym wyglądem, często podkreślonym większymi niż inne postaci rozmiarami, ich ataki są też dużo bardziej groźne dla gracza. Ponadto cechuje ich wyjątkowa wytrzymałość lub wręcz niewrażliwość na zwykłe ataki. Unikalność bossa jest czasem podkreślana również poprzez posiadanie przez niego imienia. Poziom, na którym dochodzi do walki z bossem, często ma postać areny, której nie da się opuścić aż do momentu ostatecznego zwycięstwa lub porażki gracza. W wiele gier komputerowych bezpośrednio przed walką i po niej z bossem wplecione są cut scenki lub inny rodzaj przerywników, zaś samej walce towarzyszy unikatowa oprawa muzyczna.
Walka z bossami częstokroć wymusza na graczach zmianę taktyki, która skuteczna była przeciwko zwykłym przeciwnikom. Przykładowo, niewrażliwość bossa na zwykłe ataki bohatera sterowanego przez  gracza powoduje, że musi on odkryć i zastosować inną metodę na jego pokonanie lub unieszkodliwienie (np. wykorzystać w walce elementy otoczenia). Pojedynki z bossami są zawsze dłuższe niż ze zwykłymi przeciwnikami, w przypadku niektórych gier mogą trwać nawet do kilku godzin.
Miniboss to przeciwnik posiadający niektóre cechy bossa takie jak na przykład jego unikatowość, ale w przeciwieństwie do niego mniej wymagający dla gracza. Minibossowie są wprowadzani do gry jako jej urozmaicenie, po ich pokonaniu rozgrywka zazwyczaj płynnie toczy się dalej.
Subboss to boss lub miniboss dodatkowy. Jego pokonanie nie jest konieczne dla przejścia gry a gracz ma jedynie możliwość zmierzenia się z nim, ale nie musi z tej opcji korzystać. Przykładowo, subbosowie występują w tzw. ukrytych (bonusowych) poziomach gry.
Finałowy boss jest przeciwnikiem, z którym gracz mierzy się na samym końcu gry. Często jest to główny antagonista postaci gracza.
Twórcy gier komputerowych dokładają wielu starań, aby bossowie umieszczani w tworzonych przez nich grach byli unikatowi, a walka z nimi została przez graczy zapamiętana jako satysfakcjonująca i wymagająca. Recenzenci pracujący dla branżowych czasopism zajmujących się tematyką gier komputerowych, przystępując do opisania danej gry zawsze poruszają wątek bossów i walk z nimi. Ocena tego elementu nierzadko rzutuje na końcową ocenę całej gry.
Nakładem Wydawnictwa Muduko ukazały się w wersji polskiej gry karciane, planszowe i puzzle. Świat Boss'a został przeniesiony do świata retro gier planszowych.